# Саксаганська сільська рада (Криничанський район)
| Саксаганська сільська рада — орган місцевого самоврядування у Криничанському районі Дніпропетровської області з адміністративним центром у c. Саксаганське. Сільській раді підпорядковані населені пункти: - c. Саксаганське - с. Божедарівка - с. Теплівка |

## Склад ради
Рада складається з 14 депутатів та голови.

## Керівний склад сільської ради
| ПІБ                   | Основні відомості                                                         | Дата обрання | Дата звільнення |
| --------------------- | ------------------------------------------------------------------------- | ------------ | --------------- |
| Івашина Ігор Іванович | Сільський голова, 1971 року народження, освіта, член народної партії      | 26.03.2006   | 31.10.2010      |
| Івашина Ігор Іванович | Сільський голова, 1971 року народження, освіта вища, член Партії регіонів | 31.10.2010   |                 |

Примітка: таблиця складена за даними джерела

## Розташування
Жовтнева сільська рада розташована в північній частині Криничанського району Дніпропетровської області, за 40 км від районного центру.

## Соціальна сфера
На території селищної ради знаходяться такі об'єкти соціальної сфери:
- Теплівський дошкільний навчальний заклад «Сонечко»;
- Теплівська середня загальноосвітня школа;
- Теплівський фельдшерсько-акушерський пункт;
- Жовтневий фельдшерсько-акушерський пункт;
- Теплівський сільський клуб;
- Жовтневий [будинок культури]].